# تولي المسؤولية
في العلاج النفسي الوجودي ، يعتبر تحمل المسؤولية عقيدة مارسها المعالجون النفسيون أمثال إيرفين د. يالوم حيث أن تحمل الفرد مسؤولية الأحداث والظروف التي يواجهها، هوأساس ضروري لصنع أي تغيير حقيقي في حياته. 
في نظر المعالج، فإن تحديد هذه الأحداث والظروف، والعمل دائمًا، على حد تعبير يالوم، "في إطار المرجع الذي خلقه المريض لمحنته الخاصة".  .من ثم يتعين على المعالج أن "يجد طرقًا لإيصال هذه الرؤية إلى المريض". 
يسعى يالوم -على مايبدو- إلى معالجة مشكلة المرضى السلبيين ، حيث يتحمل المعالجون العبء الكامل للعلاج ،لأنهم يعتقدون أن هذا ما يتوجب عليهم فعله. لذلك يرى يلوم أنه يمكن تحفيز المريض "الخامل" على التحرك من خلال طرح سؤال بسيط وهو : "لماذا أتيت؟". إضاقة إلى تقنيات أخرى كخلق سيناريوهات يتحمل فيها أشخاص آخرون المسؤولية، ورسم مقاربة بين تلك السيناريوهات وسيناريوهات المريض نفسه. 
1. 1 2 3 4 5 6  Murphy 2013، صفحات 32–33.